# Psychotria iringensis
Psychotria iringensis är en måreväxtart som beskrevs av Bernard Verdcourt. Psychotria iringensis ingår i släktet Psychotria och familjen måreväxter. Inga underarter finns listade i Catalogue of Life.